# Statenverkiezingen Aruba 1997
Op 12 december 1997 vonden in Aruba verkiezingen plaats voor de Staten van Aruba. Deze verkiezingen waren tussentijdse verkiezingen, die gehouden werden na de ontbinding van de Staten vanwege de ontslagaanvraag van het kabinet-Henny Eman II. Zij werden gehouden voor 21 zetels in de Staten. De zittingstermijn bedroeg vier jaar, maar deze periode werd niet volgemaakt.

## Partijen en uitslag
| Lijst | Partij | Lijsttrekker   |
| ----- | ------ | -------------- |
| 1     | AVP    | Henny Eman     |
| 2     | MEP    | Nelson Oduber  |
| 3     | OLA    | Glenbert Croes |
| 4     | ADN    | Charro Kelly   |
| 5     | PPA    | Benny Nisbet   |
| 6     | PARA   | Urbano Lopez   |
| 7     | MAS    | Mario Tromp    |

De uitslag van deze verkiezingen was als volgt:
| Partij                                          | Stemmen | %     | Zetels | +/– |
| ----------------------------------------------- | ------- | ----- | ------ | --- |
| Arubaanse Volkspartij                           | 19.476  | 43,53 | 10     | 0   |
| Movimiento Electoral di Pueblo                  | 17.358  | 38,80 | 9      | 0   |
| Organisacion Liberal Arubano                    | 3.976   | 8,89  | 2      | 0   |
| Partido Patriotico Arubano                      | 2.052   | 4,59  | 0      | 0   |
| Accion Democratico Nacional                     | 1.092   | 2,44  | 0      | 0   |
| Partido pa un Aruba Restructura Awor            | 519     | 1,16  | 0      | -   |
| Movimiento Arubano Soberano                     | 268     | 0,60  | 0      | -   |
| Uitgebrachte geldige stemmen                    | 44.741  | 100   | 21     | 0   |
| ongeldig/blanco                                 | 586     | 1,11  |        |     |
| Aantal uitgebrachte stemmen / opkomstpercentage | 45.327  | 85,92 |        |     |
| niet opgekomen                                  | 7.425   | 14,07 |        |     |
| Aantal kiesgerechtigden                         | 52.752  |       |        |     |

Na de verkiezingen formeerden AVP en OLA het kabinet-Henny Eman III.